# Tuzon
Tuzon – miejscowość w południowo-wschodniej Liberii, w okręgu Grand Gedeh, na północ od jego stolicy, Zwedru. W Tuzon urodził się były prezydent Liberii, Samuel Doe. W 1990 roku, w trakcie wojny domowej w Liberii, miasto zostało zniszczone przez wojska późniejszego prezydenta kraju – Charlesa Taylora. Wielu mieszkańców, w większości należących do plemienia Krahn, musiało przesiedlić się do Wybrzeża Kości Słoniowej.